# Nyambo (langue)
Pour les articles homonymes, voir Nyambo.
Le nyambo est une langue bantoue parlée par la population nyambo en Tanzanie.